# The R.E.D. Album
The R.E.D. Album (El Álbum R.O.J.O.) es el cuarto álbum ya lanzado del rapero Game, anteriormente conocido como The Game. fue lanzado bajo las compañías Aftermath Entertainment e Interscope Records el  23 de agosto de 2011.

## Antecedentes
Game aseguró que se retiraría en el 2008 tras sacar el álbum LAX. Después dijo que no se retiraría, que planeaba otro álbum titulado D.O.C. (Diary Of Compton) si los miembros de N.W.A apoyaban el álbum. En noviembre de 2009 en una entrevista, Game dijo que no sacaría D.O.C. porque no tenía disponibles a los miembros de N.W.A y a Snoop Dogg en ese momento. Finalmente cuando trabajaba en su álbum dijo que los fanes lo empezaron a llamar red cito: "Yo solo dije que me re indicaría [re-dedicate] al hip hop pero ellos lo comenzaron a llamar R.E.D., ese será su nombre".

## Grabación
Game dijo en una entrevista que estuvo trabajando con productores como Timbaland y Luxor en Los Ángeles. Game reveló a MTV que trabajaría con los productores J. R. Rotem, Mike Lynn y Cool & Dre, y esperaba la colaboración del rapero y productor Kanye West.
También comento que Boi-1da le dio unos ritmos para su álbum. Finalmente comento que Dr. Dre, Pharrell y el serían los productores ejecutivos del álbum. Últimamente Game comento que Dr. Dre tal vez no produzca su álbum. En enero de 2010, Game reveló a Billboard que DJ Khalil había contribuido a la producción para el álbum. XXL confirmó, las colaboraciones de Lil Wayne, Lady Gaga, Pharrell, Gucci Mane y Ye. Él reveló que Chris Brown y Dr. Dre podrían estar en el álbum. Game confirmó una colaboración con Justin Timberlake dijo: "nunca pensé en mi vida que yo iba trabajar con Justin… fue tan catastrófico como increíble". Asimismo, confirmó que se alistó a Nicki Minaj para una colaboración. Game reveló que colaboró con Rick Ross, Robin Thicke, Ashanti, Bow Wow, Beanie Sigel y Jay Electrónica. Game también reveló que RZA también ha contribuido a la producción en el álbum. También declaró que el rapero Shyne sería un invitado en el álbum. Él también habló en una entrevista en la que hablo sobre Nas, "no participara en el disco esta vez, pero sigue siendo mi hermano mayor". Game también dio su opinión sobre Drake, Eminem y Will Smith. Además Game ha confirmado que Dr. Dre, Nelly Furtado, Justin Timberlake, Robin Thicke, T.I. y Snoop Dogg se presentará en el álbum. Con la producción procedente de Dr. Dre, Luxor, Kanye West y Timbaland. Game confirmó que su compañero de la costa oeste, Snoop Dogg, aparecerá dos veces en el álbum, así como Lupe Fiasco.

## Promoción
Para hacer promoción al álbum Game lanzó un mixtape titulado The Red Room, mixtape con la colaboración de otros raperos como Fabolous, Luxor, Diddy, etc. Mixtape con varios freestyles y algunas canciones de estudio. Game también lanzó otro mixtape, Brake Lights, con colaboraciones de raperos como Snoop Dogg, Busta Rhymes, Luxor, T.I., Rick Ross entre otros. Y con toda la producción a cargo de Cool & Dre.

### Sencillos
El primer sencillo fue "Krazy" producido por Timbaland junto al rapero Gucci Mane y al mismo Timbaland, fue sacado en noviembre de 2009 pero solo quedó como un sencillo promocional, seguido por "Big Money" que también quedó como un sencillo promocional y finalmente "It Must Be Me" junto a Pharrell y producido por Luxor.
Pero finalmente ninguna de las canciones anteriormente mencionadas salió en R.E.D. Album. El primer sencillo oficial trato de "Red Nation", donde colabora Lil Wayne, fue anunciado el 2 de marzo, cuenta con la producción de Cool & Dre y Puff Daddy anunciados por vía Twitter. El sencillo fue liberado en iTunes en abril, pero que no logró éxito comercial en todo el mundo, ni en Estados Unidos, sólo alcanzando el número 62 en el Billboard Hot 100.
A pesar de alcanzar éxito en las listas, el video musical tuvo cierta controversia. en MTV y en BET, por causa de que el vídeo tenía contenido de la cultura pandillera, con más exactitud de los Bloods (pandilla de Game). Sin embargo, Game no detuvo sus planes por esto e igualmente liberó su vídeo en Youtube, donde recibió más de 3 millones de visitas.
El 22 de junio de 2011, se confirmó que el segundo sencillo del álbum se titularía "Pot of Gold" y que presentaría la colaboración del cantante de R&B, Chris Brown con la producción de The Futuristics. El sencillo fue lanzado oficialmente a la tienda de iTunes en 28 de junio de 2011.

## Lista de canciones
1. "Dr. Dre (Intro)"
2. "The City" - ft. Kendrick Lamar
3. "Drug Test" - ft. Dr. Dre, Snoop Dogg, & Sly
4. "Martians vs. Goblins" - ft. Tyler, the Creator & Lil Wayne
5. "Red Nation" - ft. Lil Wayne
6. "Dr. Dre 1 (Interlude)"
7. "Good Girls Go Bad" - ft. Drake
8. "Ricky"
9. "The Good, The Bad, The Ugly"
10. "Heavy Artillery" - ft. Rick Ross & Beanie Sigel
11. "Paramedics" - ft. Young Jeezy
12. "Speakers on Blast" - ft. E-40 & Big Boi
13. "Hello" - ft. Lloyd
14. "All the Way Gone" - ft. Mario & Wale
15. "Pot of Gold" - ft. Chris Brown
16. "Dr. Dre 2 (Interlude)"
17. "All I Know" - ft. Luu Breeze
18. "Born in the Trap"
19. "Mama Knows" - ft. Nelly Furtado
20. "California Dream"
21. "Dr. Dre (Outro)"
22. "Basic Bitch" (Bonus Track)
23. "I'm the King" (Bouns Track)